# Aura (nome)
Aura  è un nome proprio di persona italiano femminile.

## Varianti
- Maschili: Auro

## Origine e diffusione
Ripresa del nome latino Aura, derivato da aura, termine indicante una particolare atmosfera o illuminazione ma anche una brezza, un venticello. 
Può anche risultare dal troncamento dei nomi Isaura, Rosaura e Aurora, mentre non va confuso col nome Aurea, che ha differente etimologia e significato.
Il nome è usato anche in lingua inglese.

## Onomastico
In quanto nome adespota (non vi è infatti alcuna santa che lo porti), l'onomastico viene eventualmente festeggiato il 1º novembre, giorno di Ognissanti.

## Persone
- Aura D'Angelo, cantante italiana

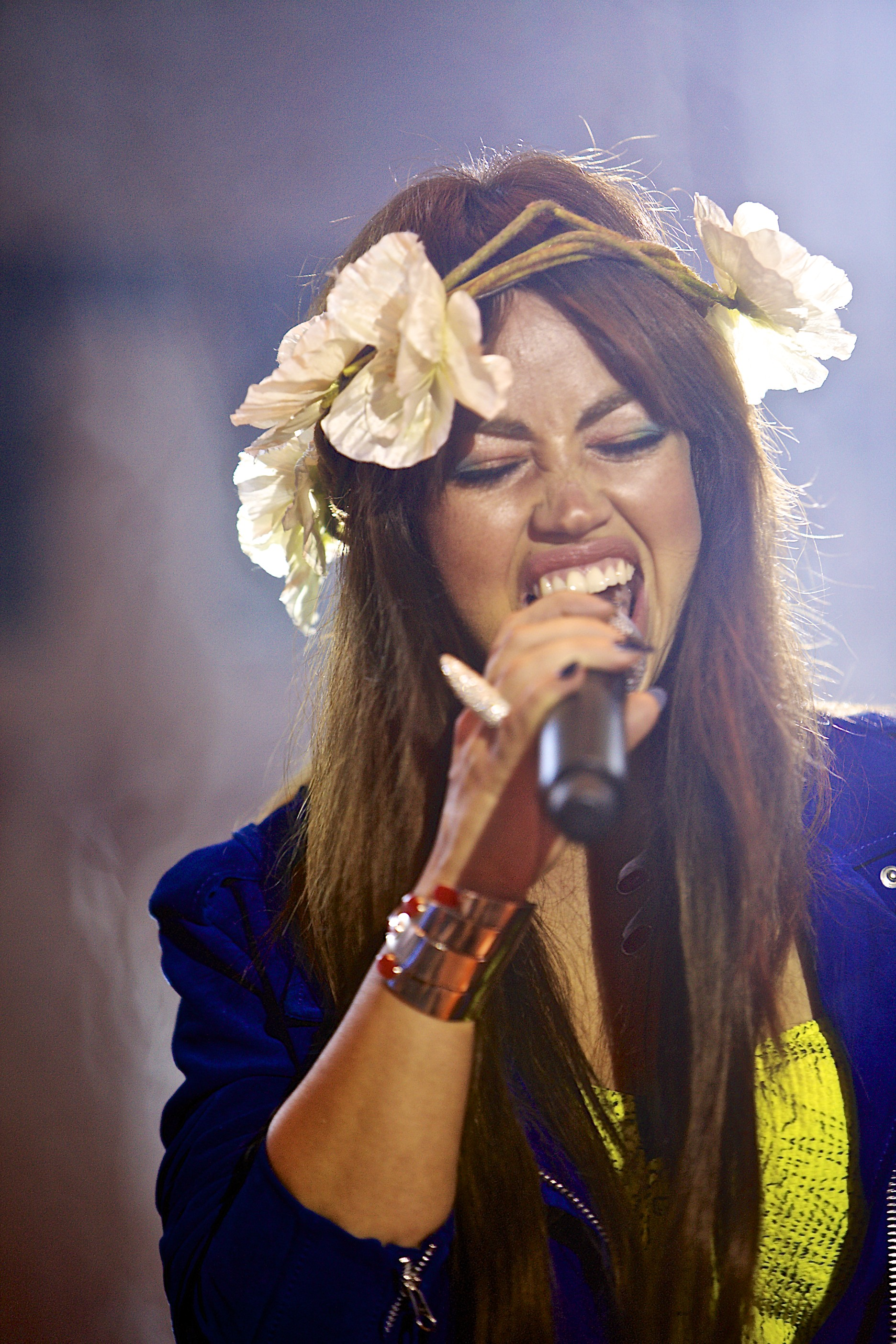
Aura Dione

- Aura Dione, cantante e cantautrice danese

### Variante maschile Auro
- Auro Enzo Basiliani, calciatore italiano
- Auro Bulbarelli, giornalista e telecronista sportivo italiano
- Auro D'Alba, poeta italiano
- Auro Alvaro da Cruz Junior, calciatore brasiliano

## Il nome nelle arti
- Auro d'Arcola è stato uno pseudonimo utilizzato da Tintino Persio Rasi.